# Juan Navarro Reverter y Gomis
Juan Navarro Reverter y Gomis (València, 1874 - 1933) fou un advocat i polític valencià, fill del polític Juan Navarro Reverter. Fou Ministre d'Hisenda en 1896-1897, 1906-1907 i 1912.

## Biografia
Es llicencià en dret per la Universitat de Madrid, i mercè els oficis del seu pare el va succeir com a diputat del Partit Liberal pel districte de Sogorb-Viver a les eleccions generals espanyoles de 1903, 1905, 1907, 1910, 1914, 1916, i dins la fracció liberal-demòcrata de Manuel García Prieto a les de 1918, 1919, 1920 i 1923.
Durant aquests anys fou secretari del Congrés dels Diputats el 1905, Director General de Presons, Director General de Correus i Telègrafs i el desembre de 1922 governador civil de Madrid. El 16 de novembre de 1922 va participar en la constitució de la Compañía Arrendataria de Fósforos, SA. Quan es proclamà la Dictadura de Primo de Rivera es retirà de la política.